# Fabci (Słowenia)
Fabci – wieś w Słowenii, w gminie Ilirska Bistrica. W 2018 roku liczyła 15 mieszkańców.